# 戈里奇夫
50°47′5″N 24°18′25″E / 50.78472°N 24.30694°E
霍里奇夫（烏克蘭語：Го́ричів），是烏克蘭西北部的村莊，隸屬沃倫州的沃洛德米爾區。該村始建於1455年，面積4.68平方公里，海拔高度205米，2001年人口214，人口密度每平方公里45.73人。